# 马尔科梅尔
马尔科梅尔（英文：Marcomer，又作Marcomeres, Marchomer, Marchomir）（350年—410年）是公元4世纪的法兰克人首领（380年－400年在位），公元388年左右曾经入侵罗马帝国，結果於阿奎萊亞被狄奧多西一世包圍。

## 經歷

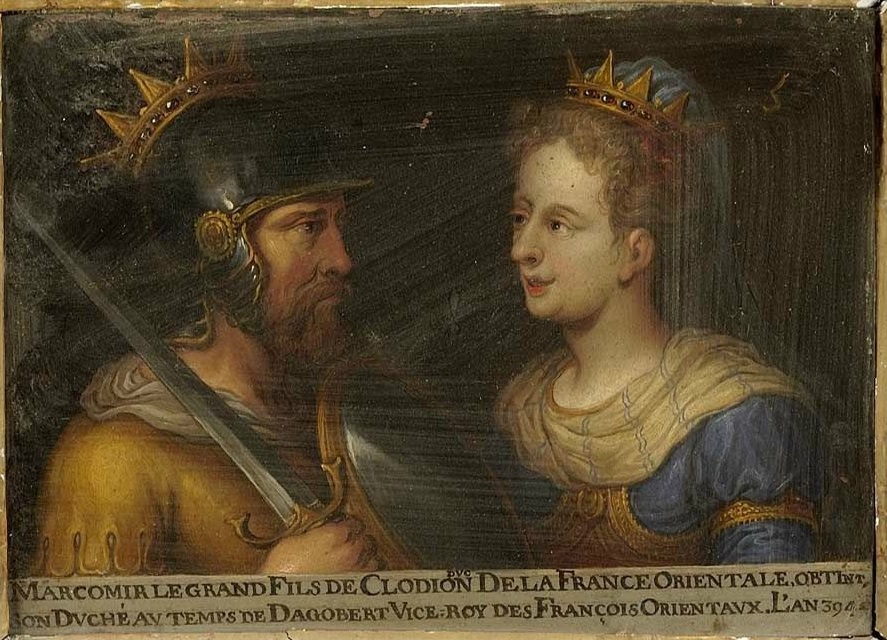
東法蘭克神話中的國王馬科米爾和他的妻子的肖像。這幅畫是約六十幅雙人肖像系列的一部分，描繪了洛林公爵和公爵夫人及其所謂的祖先。

這次入侵由都爾的額我略記載，他引用了現已失佚的蘇爾皮西烏斯·亞歷山大的作品。根據該記載，馬爾科梅爾、松諾和格諾鮑德入侵了羅馬在高盧的下日耳曼尼亞與比利時高盧。他們突破了羅馬帝國界牆，殺害了大量居民，摧毀了最富饒的土地，並使科隆陷入恐慌。
在這次襲擊之後，大部分法蘭克人帶著戰利品返回萊茵河以東的地區。但有些法蘭克人留在了比利時的森林中，該地被稱為「碳林」（Silva Carbonaria）。當時在特里爾的羅馬將領馬格努斯·馬格西穆斯、南尼努斯（Nanninus）與昆提努斯（Quintinus）得知此事後，便攻擊了藏身於碳林附近的法蘭克殘軍，殺死了許多人。此戰之後，昆提努斯越過萊茵河，企圖在法蘭克人的家園中進一步懲罰他們，然而他的軍隊卻遭到包圍並被擊敗。一些羅馬士兵在沼澤中溺斃，另一些被法蘭克人殺害，能夠返回帝國的為數不多。
南尼努斯與昆提努斯隨後被查列圖與西魯斯取代，但後者同樣遭遇了不明法蘭克人的襲擊。
後來，在馬格努斯·馬克西穆斯於388年敗亡後，馬爾科梅爾與蘇諾與羅馬軍隊中的法蘭克將軍阿波加斯特舉行了一次短暫會談，討論近期的襲擊行動。法蘭克人照例交出了人質，阿波加斯特隨後返回特里爾的冬季駐地。
幾年後，當阿波加斯特掌握了權力並且西羅馬軍隊中多由法蘭克軍官主導時，他率羅馬軍隊越過萊茵河進入日耳曼尼亞。此時馬爾科梅爾被視為哈梯人與安普西瓦利人的領袖，但雙方最終並未交戰。
根據稍晚成書的《法蘭克歷史書》記載，馬爾科梅爾是特洛伊人的後裔，是一位名為普里阿摩斯（Priam）的國王之子。該書還提到，在蘇諾去世後，馬爾科梅爾曾試圖統一法蘭克人。他主張法蘭克人應該在一位國王之下生活，並提議由自己的兒子法拉蒙德擔任國王（法拉蒙德的最早記載即見於此書，現代學者普遍視其為傳說人物）。雖然該書並未說明馬爾科梅爾是否成功，但從後來引用該書的資料中可看出，法拉蒙德常被視為法蘭克人的第一位國王。然而，現代學者如愛德華·詹姆斯（Edward James）等人，並不認為《法蘭克歷史書》所載的這段歷史可信。

## 延伸條目
- 克洛維一世

### 資料來源
1. 1 2 3  Kehne, Peter (Hannover), "Marcomer", Brill’s New Pauly, (Christine F. Salazar, ed,) 2006 ISBN 9789004122598